# Анна Бірчал
Анна Бірчал (рум. Ana Birchall; нар. 30 серпня 1973, Мізіл) — румунський юрист і політик.

## Біографія
Народилася 30 серпня 1973 року в місті Мізіл.
Ана Бірчалл виросла в комуні Фулга в повіті Прахова.
Ана Бірчалл має ступінь з юридичних наук і керівник відділу просування в Бухарестському університеті. Вона вирішила відвідати магістерські курси з права в Єльській юридичній школі в США. Вона отримала ступінь магістра права з відзнакою «magna cum laude» за такими курсами, як «Право про банкрутство», «Фінансова реорганізація — банківська справа та комерційне та міжнародне право».
Ана Бірчалл продовжила навчання в Єльській юридичній школі, відвідуючи докторські курси під керівництвом декана факультету Ентоні Т. Кронмана. Тема її кандидатської дисертації «Закон про банкрутство, застосований до банківських систем у країнах Центральної та Східної Європи», порівняльний аналіз законодавства про банкрутство, застосовного до банківських систем США, Великобританії, Франції, Німеччини, Румунії, Угорщини, Польщі та Чехія. Протягом усього періоду свого навчання в докторантурі він отримував «стипендію Голдмана», яку присуджує Єльська юридична школа.
Вона є членом виконавчого комітету Асоціації Єльської юридичної школи.
З 1996 по 1998 роки вона очолювала юридичний офіс Omniasig.
Після отримання докторської дисертації Ана Бірчалл працювала юристом на Волл-стріт у Нью-Йорку в юридичній фірмі White & Case у таких справах, як: ENRON, MCI-Worldcom, United Airlines, US AIR та UPC.
У 2003 році Ана Бірчалл вирішила повернутися до Румунії та зайнятися політикою, розпочавши свою кар'єру радником міністра закордонних справ, потім виконавчим секретарем PSD з питань рівних можливостей, головою Департаменту громадської освіти та досліджень PSD та прес-секретар PSD Бухарест
Ана Бірчалл є адвокатом, членом Бухарестської колегії адвокатів, а з 2008 року вона відновила співпрацю з юридичною фірмою White & Case LLP у Нью-Йорку, відповідаючи за групу практики у сфері неплатоспроможності, фінансово-банківської реструктуризації та банкрутства.
З квітня 2010 року Ана Бірчалл приєдналася до юридичної фірми Biriș Goran як керівник групи практики фінансової реструктуризації та банкрутства. З 2012 року вона приєдналася до юридичної компанії Mușat & Asociații, як радник. Ана Бірчалл була радником прем'єр-міністра та виконавчим секретарем PSD.
Водночас Ана Бірчалл продовжила свою академічну кар'єру, будучи слухачкою курсу «Процедура неплатоспроможності: судова реорганізація та процедура банкрутства» в університеті «Димитріє Кантемір» у Бухаресті, стала координатором дослідницької групи з законодавства про банкрутство та фінансово-банківської реструктуризації в цьому ж університеті. Крім того, Бірчалл читає той самий курс в Університеті Овідія в Констанці.
Як член СДП була обрана депутатом у виборчому окрузі № 39 повіту Васлуй, на виборах 2012 та 2016 років.
З квітня 2014 року була призначена Верховним представником прем'єр-міністра з європейських справ і партнерства зі США. З 4 січня 2017 року по червень того ж року обіймала посаду міністра-делегата з європейських справ в уряді Соріна Гріндяну, а з 9 по 23 лютого 2017 року виконувала обов'язки міністра юстиції після відставка Флоріна Йордаке після протестів, спричинених просуванням надзвичайного указу про декриміналізацію деяких корупційних діянь.
Вона був спеціальним представником зі стратегічних проектів і міжнародних відносин у Nuclearelectrica між 2022 і 2024 роками.
На президентських виборах у листопаді 2024 року балотувалася як незалежний із гаслом «Нам все добре!».

## Особисте життя
У 1998 році Анна вийшла заміж за британського бізнесмена Мартіна Бірчалла в церкві Святої Елефтерії в Бухаресті. У них є спільний син Ендрю, 2001 року народження, вони живуть у Бухаресті.